# Stormfront
Stormfront est un forum nationaliste blanc, suprémaciste et néo-nazie d'origine américaine.
Dans les années 1990, Stormfront était un Bulletin board system, un serveur informatique équipé d'un logiciel permettant les échanges de messages. C'est ensuite devenu un site web en 1995. Il a été créé par l'américain Don Black, nationaliste blanc et ancien leader du Ku Klux Klan.
Stromfront s'est fait connaître aux États-Unis en 2000 dans un documentaire, Hate.com. Stormfront a fait l'objet d'une controverse après avoir été retiré des résultats de recherche de la version italienne, allemande et française de Google, ainsi que pour avoir participé à un sondage sur Internet de Fox News sur la ségrégation raciale.
Son audience a augmenté depuis les années 1990, attirant l'attention des organismes de surveillance qui s'opposent au racisme.
Le site est un forum de discussion thématique avec de nombreuses sections pour les sujets tels que l'idéologie, la science, le révisionnisme, la scolarité à la maison, et l'auto-défense. Stormfront contient également des actualités, une boutique, et de nombreux liens vers des organisations racistes. Le site a un logo avec la croix celtique, entouré par la devise « White Pride World Wide ».

## Histoire

### Début de l'histoire
Stormfront a été créé en 1990. C'était un bulletin board system de campagne du nationaliste blanc David Duke pour devenir sénateur américain de la Louisiane. Le nom « Stormfront » a été choisi pour sa référence à un front politique ou militaire et aux fronts météorologiques qui évoque l'idée d'une tempête tumultueuse se terminant par un nettoyage. Stormfront a été ouvert au public en 1994, et le site Web Stormfront.org a été fondé en 1995 par Don Black, devenant ainsi le premier site Web associé à la suprématie blanche,.
Auparavant, les tentatives d'utilisation d'Internet pour le mouvement de la fierté blanche n'avaient pas eu beaucoup de succès, mais Stormfront a rapidement commencé à devenir populaire avec la croissance d'Internet à ce moment, d'après Black,. Ancien Grand Sorcier du Ku Klux Klan, et membre du Parti National Socialiste du Peuple Blanc dans les années 1970, Black a d'abord reçu une formation en informatique alors qu'il était en prison pour avoir tenté en 1981 sans y parvenir de faire un coup d'État en Dominique,.

### Audience nationale
Le site est devenu très connu aux États-Unis, grâce entre autres à Hate.com, un documentaire à la télévision en 2000 de CBS / HBO, qui faisait référence aux dangers du nationalisme blanc et des organisations suprémacistes blanches sur Internet. Raconté par Morris Dees du Southern Poverty Law Center, il contient des interviews de Black et son fils Derek, ainsi que d'autres groupes et organisations blanches.

### Controverses
En 2002, Google s'est mis en règle avec la législation française et allemande qui interdit les liens vers des sites qui hébergent du contenu suprémaciste blanc, négationniste ou du révisionnisme historique en supprimant Stormfront.org de leurs résultats de recherches sur la version française et allemande du moteur de recherche.
Stormfront a refait parler de lui en mai 2003, quand Bill O'Reilly a signalé sur Fox News Channel qu'un bal de promotion pratiquant la ségrégation raciale avait eu lieu en Géorgie et a mis en place un sondage sur son site demandant à ses téléspectateurs s'ils voudraient y envoyer leurs enfants. Des membres de Stormfront ont participé au sondage, ce qui a incité O'Reilly à en discuter la semaine suivante. Doug Hanks, un candidat à la mairie de Charlotte, en Caroline du Nord, a retiré sa candidature en août 2005 après qu'il a été révélé qu'il avait posté des messages sur Stormfront. Hanks avait posté plus de 4000 commentaires sur trois ans, dont un dans lequel il décrivait les Noirs comme des «bêtes enragées",. Hanks dit que ses messages ont été conçus pour gagner la confiance des utilisateurs de Stormfront pour l'aider à écrire un roman : "J'avais fait ce que je pensais devoir faire pour leur faire croire que j'étais un nationaliste blanc".
En 2012, la police italienne a bloqué le site et arrêté quatre personnes pour incitation à la haine raciale. La mesure a été prise après la publication d'une liste noire de notables juifs et de personnes qui soutiennent les juifs et les immigrés» sur la section italienne du site. La liste comprenait des cibles pour des attaques violentes, y compris des camps de tziganes. L'année suivante, la police italienne a perquisitionné les domiciles de 35 personnes ayant posté sur Stormfront en novembre 2013. Un homme qui a été arrêté à Mantoue avait deux armes chargées, une boîte pour grenades, et un drapeau avec une croix gammée.
En 2014, d'après une étude de deux ans effectuée par le Southern Poverty Law Center (SPLC), les utilisateurs enregistrés sur Stormfront ont été responsables de façon disproportionnée de la plupart des crimes de haine suivis de mort et de massacres de masse depuis que le site a été mis en place en 1995. Dans les cinq années précédent 2014, les membres de Stormfront ont assassiné environ 100 personnes,,,. Parmi celles-ci, 77 personnes avaient été tuées par Anders Breivik.

### Popularité et histoire récente
Le nombre d'utilisateurs enregistrés s'élève à 300 000, un nombre plutôt étonnant pour un site géré par un ex-criminel et ancien chef de l'Alabama Klan. Et cela ne comprend pas les milliers de visiteurs non-inscrits, c'est-à-dire ne faisant pas partie de la liste des utilisateurs enregistrés. Au moment de la publication dans la presse, Stormfront était classé 13 648e parmi les sites les plus populaires de l'Internet, tandis que le site NAACP, par comparaison, était classé 32 640e. -- The Year in Hate and Extremism, 2015.
Dans un article de 2001 d'USA Today, le journaliste Tara McKelvey a qualifié Stormfront de "site suprémaciste blanc le plus visité du net".
Le nombre d'utilisateurs enregistrés sur le site est passé de 5000 en janvier 2002 à 52 566 en juin 2005, année à laquelle il était 338e parmi les plus grands forums sur Internet, recevant plus de 1 500 visiteurs chaque jour de la semaine et étant classé dans le top un pour cent des sites Internet en termes d'utilisation,. En juin 2008, le site attirait plus de 40 000 utilisateurs uniques chaque jour. Administrant le site depuis West Palm Beach, siège de la Floride, Don Black travaille sur le site à temps plein. Il est aidé dans sa tâche par son fils et 40 modérateurs,,. La popularité du site a attiré l'attention de groupes tels que le Centre Simon Wiesenthal et l'Anti-Defamation League (ADL).
L'ADL décrit Stormfront comme ayant «servi comme un véritable supermarché de la haine en ligne, stockant ses étagères avec de nombreuses formes d'antisémitisme et de racisme ».
En 2006, le Southern Poverty Law Center a rapporté une discussion sur Stormfront dans laquelle des nationalistes blancs étaient encouragés à rejoindre l'armée américaine en vue d'acquérir les compétences nécessaires pour gagner une guerre raciale,. La candidature à la présidentielle de 2008 aux États-Unis du démocrate afro-américain Barack Obama a été une source de préoccupation importante pour certains membres de Stormfront : Le site a reçu 2000 nouveaux membres au lendemain de l'élection d'Obama comme président, ce qui a rendu le site temporairement
inaccessible en raison de l'augmentation du nombre de visiteurs. Les participants sur Stormfront voyaient Obama comme le représentant d'une nouvelle ère multiculturelle aux États-Unis qui allait changer "la situation blanche", craignaient qu'il soutienne l'immigration clandestine et "l'affirmative action", et qu'il contribue à faire en sorte que les blancs deviennent une minorité. Au cours des campagnes pour les primaires, le New York Times s'est trompé en signalant que Stormfront avait fait un don de 500 $ à Ron Paul, candidat républicain à la présidence ; en fait, c'est Don Black, propriétaire du site Stormfront qui avait donné cette somme d'argent à Paul. En avril 2009, Richard Poplawski, auteur de tirs avec une arme à feu, membre enregistré du site Stormfront, a été accusé d'avoir tué trois officiers de police de Pittsburgh lors d'une embuscade, ainsi que d'avoir tenté d'en tuer d'autres.

### Contenu
« Stormfront est une ressource pour ces hommes et femmes courageux qui se battent pour préserver leur culture blanche occidentale, leurs idéaux, ainsi que la liberté d'expression et d'association. Un forum pour planifier des stratégies et pour former des groupes politiques et sociaux qui nous assureront la victoire »

— Énoncé de mission Stormfront.
Stormfront est notable pour la perception de ses membres sur la suprématie blanche, une caractérisation qui est contestée par Don Black qui la considère comme une description inexacte ; Black explique que le terme « suprématie » implique un système qui "ne décrit pas ce que [les membres] veulent". C'est également un site néo-nazi, sur lequel le mysticisme nazi et le culte de la personnalité d'Adolf Hitler rencontrent l'approbation, et l'iconographie nazie y est populaire. Le site Stormfront.org est organisé principalement comme un forum de discussion avec des sous-forums thématiques multiples, y compris les "Nouvelles", "l'Idéologie et la philosophie » (« Fondations pour le nationalisme blanc"), " la Culture et la coutume », « la théologie », « les Citations », « le révisionnisme », « la Science, la technologie et la Race"(" La génétique, l'eugénisme, la science raciale et les sujets connexes"), "la Confidentialité", "l'auto-défense, les Arts Martiaux, et la préparation", "l'aide familiale", "l'Éducation et la scolarité à la maison", "la Jeunesse" et "la Musique et le Divertissement",. Il y a des conseils pour les différentes régions géographiques, et une section ouverte aux utilisateurs non enregistrés, qui ne peuvent poster que sur quelques sections du forum, celles-ci étant très surveillées par les modérateurs.

### Services
Stormfront.org héberge des fichiers et des liens vers un certain nombre de sites nationalistes et racistes blancs, un site de rencontres en ligne (pour les « Non-juifs hétérosexuels blancs seulement »), et des listes de diffusion électroniques qui permettent à la communauté nationaliste blanche de discuter de sujets d'intérêts,,. Il dispose d'une sélection de reportages actuels, d'une archive, de la diffusion en direct d'une émission de radio : "The Political Cesspool", et d'une boutique avec de la littérature et de la musique. Stormfront aurait publié des histoires destinées aux enfants.
Une étude de 2001 sur le recrutement par des groupes extrémistes sur Internet note que Stormfront offrait pratiquement l'équivalent des services standards proposés par les portails Web, y compris un moteur de recherche interne, l'hébergement de sites web et de liens classés. Il ne manquait qu'un moteur de recherche sur Internet et la fourniture d'une adresse email gratuite pour ses membres (mais un service de messagerie limité était disponible au prix de 30 $ par mois).

### Design
Bien en vue sur la page d'accueil, il y a une croix celtique entourée par les mots « fierté blanche mondiale ». Un énoncé de mission fait l'éloge du courage et de la liberté. Stormfront indique qu'il ne veut pas d'insultes raciales, et qu'il interdit les appels à la violence et les contenus illégaux,. D'autres déclarent que la haine et les appels à la violence flagrants sont retirés,.

### Financement
Sur le site de l'organisation, Black fixe un objectif de 7500 $ par mois sous forme de dons pour couvrir les coûts. Les gens peuvent s'inscrire en tant que membres de soutien pour 5 $ par mois, 50 $ par année ou 1000 $ pour être un partisan à vie ou comme membres principaux à 30 $ par mois. Les contributions peuvent être payées en Bitcoins.

### Fin temporaire
Le site est supprimé en août 2017 par l'hébergeur, qui rend le nom de domaine indisponible. Il est cependant rouvert le 29 septembre 2017.

## Description
Stormfront est un site nationaliste,,,, et suprémaciste blanc,,,,,,,,,,,,,, néo-nazi,,,,,,,,,,,,.
Don Black a longtemps travaillé pour accroître l'attractivité de la suprématie blanche et la placer dans le courant dominant. Son média est Stormfront.org. Black a créé ce site Web pour mieux sensibiliser son audience à la prétendue discrimination visant les blancs, aux actions du gouvernement américain qu'il perçoit comme préjudiciables aux intérêts des blancs, et pour créer une communauté virtuelle d'extrémistes blancs,,,. Black est propriétaire des serveurs du site, il est son propre hébergeur Web.
L'organisation de Black inculque suffisamment de fierté blanche pour que "ses aspirations mondiales soient significatives et socialement importantes". Stormfront maintient la rhétorique en sourdine dans ses forums, n'encourage pas les insultes raciales, interdit les menaces de violence et les contenus illégaux,. Le modérateur du site, Jamie Kelso, est "la force motrice qui contribue à la construction d'un esprit de communauté entre les membres de Stormfront » en raison de son énergie et son enthousiasme dans l'organisation d'événements hors ligne. Black voit le site comme une communauté ayant comme but explicite de « défendre la race blanche ». Il a contribué à conserver cet esprit de communauté sur le long terme, et Stormfront attire des hommes et des femmes blancs qui se définissent eux-mêmes opposés aux minorités ethniques, les Juifs étant tout en haut dans la liste des communautés dont ils se méfient.
Stormfront a créé le site MartinLutherKing.org pour discréditer Martin Luther King, Jr. Une étude des groupes nationalistes blancs (incluant Stormfront) effectuée en 2001 par les universitaires Beverly Ray et George E. Marsh II donne l'explication suivante : « Comme l'avaient fait les Nazis avant eux, ils se servent d'un mélange de science, d'ignorance, et de mythologie pour soutenir leurs arguments, ».

### Idéologie
Stormfront se présente comme engagé dans une lutte pour l'unité, l'identification par la culture, la liberté d'expression et d'association, ce sont ses principales préoccupations, cependant les membres de Stormfront sont particulièrement passionnés par la pureté raciale. Stormfront encourage les comportements de type loup solitaire, en référence aux travaux du théoricien nationaliste blanc Louis Beam sur la résistance sans leader. Il offre une évaluation sympathique de Benjamin Nathaniel Smith, un suprémaciste blanc qui s'était suicidé après avoir commis une tuerie de masse raciste en juin 1999. Violet Jones note que la mission de Stormfront est d'être le "mythe fondateur d'une Amérique créée, construite, et ayant comme base idéologique les descendants des Européens blancs". Interrogé en 2008 par un journaliste travaillant pour le journal italien la Repubblica qui voulait savoir si Stormfront était la version XXIe siècle du Ku Klux Klan sans l'iconographie, Black a répondu à l'affirmative, cependant il a précisé qu'il n'aurait jamais dit cela à un journaliste américain.